# Takahiro Matsumoto

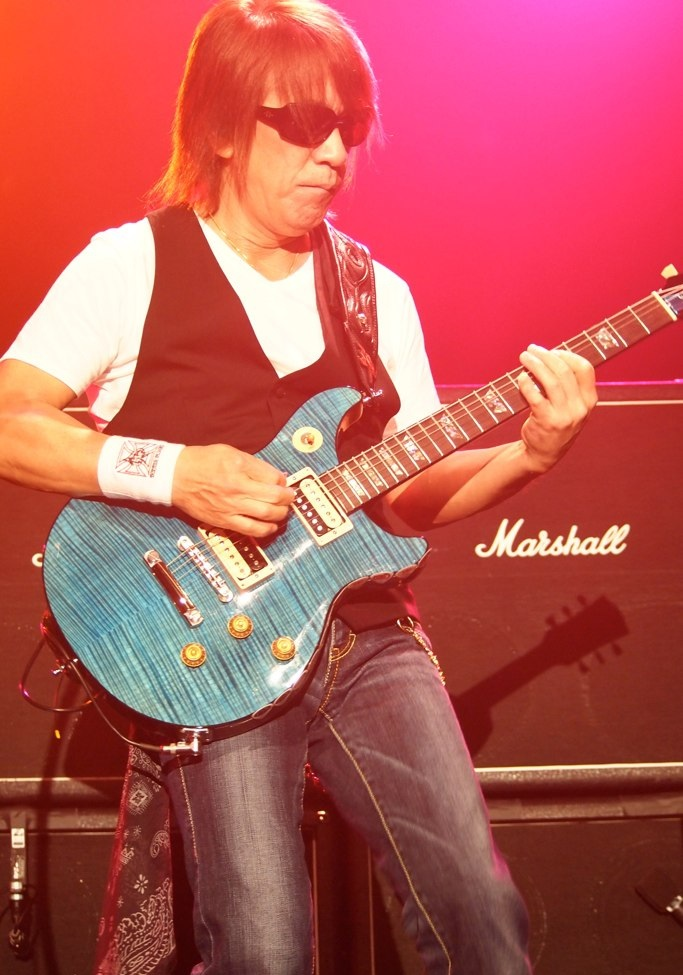
Takahiro Matsumoto (2012)

Takahiro „Tak“ Matsumoto (jap. 松本 孝弘, Matsumoto Takahiro, * 27. März 1961 in Toyonaka, Osaka) ist ein japanischer Gitarrist, Songschreiber und Komponist. 
Bekannt wurde Tak Matsumoto durch die japanische Rockband B’z, für die er viele Songs schreibt. Außerdem ist er erfolgreicher Solokünstler.

## Hintergrund
Matsumotos Musikrichtung war anfangs stark vom Jazz beeinflusst. Sein eigener Stil, der sich nach und nach entwickelte, ist in Japan als Kansai Blues bekannt und vereint Elemente aus Klassik, Metal, Rock und Ska.
Mitte der 80er Jahre veröffentlichte er sein erstes Album Thousend Wave. Es war auch ein Versuch, den gerade in Japan auftauchenden Solo-Instrumental-Trend für sich zu nutzen. Die Platte enthält mit einer Metal-Version von Spain und einer doppelt so langen Version von Take Five Huldigungen an Chick Corea und Dave Brubeck. Er arbeitete dafür mit dem zukünftigen Bandleader von Globe, Tetsuya Komuro, zusammen. Das Album verkaufte sich jedoch damals nicht so gut, wie er es sich erhofft hatte. 
Nachdem sein erstes Album keinen Erfolg gezeigt hatte, entschied er sich, eine eigene Band zu gründen. Mit seiner Erfahrung in der Musikindustrie und seinem Studiolabel suchte er nach einem Sänger für seine neue Band. Nachdem er ein Tape von dem damals unbekannten Sänger Kōshi Inaba hörte, war ein Sänger gefunden. Ihre erste gemeinsame Aufnahme war eine Interpretation von Let it Be von den Beatles. Tak und Kōshi gründeten die Band B’z und gaben ihr Debüt im September 1988. Bis Heute ist B’z eine der erfolgreichsten Bands Japans.
Tak pflegt freundschaftliche Beziehungen zu vielen bekannten Bands und Musikern wie Barry Sparks, Billy Sheehan, Eddie Van Halen, Eric Martin, Jack Blades, Joe Perry, Par Torpeley, Shane Galaas, Steven Tyler und Steve Vai. Zusammen mit Steve Vai machten B'z Aufnahmen zum Song Asian Sky von 1999. Der Song The Ultra Zone wurde zusammen mit Billy Sheehan aufgenommen und auf B'zs Album Brotherhood veröffentlicht. Auch bekannt ist, dass Shane Galaas etwas zur GREEN Live-Gym Tour 2002 beigetragen hat. 
2004 gründete Tak die Tak Matsumoto Group mit Eric Martin, Jack Blades und Chris Frazier. 
In der Vergangenheit spielte er als Gitarrist mit vielen bekannten japanischen Gitarristen zusammen. Auch mit westlichen Bands gab es bereits kleine Projekte, beispielsweise mit Aerosmith, Deep Purple, Eddie Van Halen, Eric Clapton, und Led Zeppelin. Besonders viel hat er mit der Band Tokyo Ska Paradise zusammengearbeitet, was sich besonders stark in den frühen Jahren B’z zeigt.
1999 wurde Tak Matsumoto als einer der ersten asiatischen Gitarristen in die Gibson Signature Artist Club (der Gibson Guitar Corporation) aufgenommen.
2020 veröffentlichten Babymetal den Song "Da Da Dance" der in Zusammenarbeit mit Tak Matsumoto entstand.

## Musikequipment

### Frühe Laufbahn
1. ’Tak’ Matsumoto Yamaha MGM Signature Model (1986–1989)
2. ’Tak’ Matsumoto Yamaha MGM-II Signature Model (1989–1991)
3. ’Tak’ Matsumoto Yamaha MGM-III Signature Model (1991–1995)
4. Music Man EVH Signature Model (1994–1998)
5. VHT 100 Watt Rack-mounted Heads (1985–1991)
6. Marshall JCM 800 100 watt Heads (1992–1997)
7. Marshall 4x12’s mit Celestion Lautsprechern (Rebadged „Matsumoto“) (1992–1997)
8. Peavey 5150 Guitar Amp (1996–2000)
9. VHT Custom 100 Watt „Rei“ Amplifier (1999–2000)

### Equipment (2000 bis heute)
1. ’Tak’ Matsumoto Gibson Les Paul Signature Model (4 types)
2. Bogner Ecstacy 100 Watt Amplifiers
3. Bogner „Rei“ 4x12 Cabinets (with special voiced custom speakers)
4. Crybaby Wah-Wah Pedal
5. Digitech Whammy Pedal
6. Taurus Distortion Pedal
7. Dunlop 1.00 Guitar Picks

### Klassikkollektion
Tak hat auch einige seltene Gitarren in seiner kleinen Kollektion:
1. 1870 Martin C-7 Akustik Gitarre
2. 1937 Martin 000-18 Akustik Gitarre
3. 1952 Fender Telecaster (Butterscotch Blonde)
4. 1954 Fender Stratocaster (Tobacco Sunburst)
5. 1956 Gibson Les Paul Goldtop (mit 'Soapbar' pickups)
6. 1959 Gibson Les Paul Flametop (mit PAF pickups)
7. 1962 Fender Stratocaster (Fiesta Red)
8. 1962 Gibson SG

## Diskografie

### Studioalben
| Jahr | Titel                           | Höchstplatzierung, Gesamtwochen, AuszeichnungChartsChartplatzierungen (Jahr, Titel, Platzierungen, Wochen, Auszeichnungen, Anmerkungen) | Anmerkungen                              |
| Jahr | Titel                           | JP | Anmerkungen                              |
| ---- | ------------------------------- | --- | ---------------------------------------- |
| 1988 | Thousand Wave                   | — | Erstveröffentlichung: 21. Mai 1988       |
| 1992 | Wanna Go Home                   | JP3 Gold · (9 Wo.)JP | Erstveröffentlichung: 22. April 1992     |
| 1996 | Thousand Wave Plus              | JP25 (2 Wo.)JP | Erstveröffentlichung: 7. Oktober 1996    |
| 1999 | Knockin’ „T“ Around             | JP5 Gold · (7 Wo.)JP | Erstveröffentlichung: 14. April 1999     |
| 2002 | Hana (華)                       | JP4 (5 Wo.)JP | Erstveröffentlichung: 27. Februar 2002   |
| 2002 | Dragon From The West (西辺来龍) | JP5 (5 Wo.)JP | Erstveröffentlichung: 27. Februar 2002   |
| 2003 | The Hit Parade                  | JP2 ×2Doppelplatin · (15 Wo.)JP | Erstveröffentlichung: 26. November 2003  |
| 2004 | TMG Ⅰ                           | JP1 (12 Wo.)JP | Erstveröffentlichung: 23. Juni 2004      |
| 2004 | House Of Strings                | JP7 Gold · (8 Wo.)JP | Erstveröffentlichung: 24. November 2004  |
| 2012 | Strings of My Soul              | JP4 (9 Wo.)JP | Erstveröffentlichung: 20. Juni 2012      |
| 2014 | New Horizon                     | JP3 (9 Wo.)JP | Erstveröffentlichung: 20. April 2014     |
| 2016 | Enigma                          | JP4 (7 Wo.)JP | Erstveröffentlichung: 6. April 2016      |
| 2020 | Bluesman                        | JP3 (8 Wo.)JP | Erstveröffentlichung: 2. September 2020  |
| 2024 | The Hit ParadeII                | JP7 (19 Wo.)JP | Erstveröffentlichung: 28. August 2024    |
| 2024 | TMG II                          | JP3 (6 Wo.)JP | Erstveröffentlichung: 18. September 2024 |

grau schraffiert: keine Chartdaten aus diesem Jahr verfügbar

### Singles
| Jahr | Titel Album                                 | Höchstplatzierung, Gesamtwochen, AuszeichnungChartsChartplatzierungen (Jahr, Titel, Album, Platzierungen, Wochen, Auszeichnungen, Anmerkungen) | Anmerkungen                              |
| Jahr | Titel Album                                 | JP | Anmerkungen                              |
| ---- | ------------------------------------------- | --- | ---------------------------------------- |
| 1991 | ’88 -Love Story / Love Ya –                 | JP6 (6 Wo.)JP | Erstveröffentlichung: 25. September 1991 |
| 1992 | #1090 Thousand Dreams / Life –              | JP2 (9 Wo.)JP | Erstveröffentlichung: 18. März 1992      |
| 1999 | The Changing –                              | JP3 Gold · (5 Wo.)JP | Erstveröffentlichung: 25. März 1999      |
| 2003 | Ihoujin (異邦人) –                          | JP3 Gold · (16 Wo.)JP | Erstveröffentlichung: 27. August 2003    |
| 2003 | Imitation Gold (イミテイション・ゴールド) – | JP1 Gold · (9 Wo.)JP | Erstveröffentlichung: 8. Oktober 2003    |
| 2004 | Oh Japan ~Our Time is Now~ –                | JP3 (9 Wo.)JP | Erstveröffentlichung: 31. März 2004      |

### Videoalben
| Jahr | Titel                                               | Höchstplatzierung, Gesamtwochen, AuszeichnungChartsChartplatzierungen (Jahr, Titel, Platzierungen, Wochen, Auszeichnungen, Anmerkungen) | Anmerkungen                              |
| Jahr | Titel                                               | JP | Anmerkungen                              |
| ---- | --------------------------------------------------- | --- | ---------------------------------------- |
| 2004 | Dodge The Bullet                                    | JP8 (6 Wo.)JP | Erstveröffentlichung: 15. Dezember 2004  |
| 2016 | Tak Matsumoto Tour 2016-The Voyage-at Japan Budokan | JP10 (3 Wo.)JP | Erstveröffentlichung: 21. September 2016 |